# Ay Yola
Ay Yola (баш. Ay Yola, Ай Йола́) — российская фолк-группа, созданная в 2024 году в Уфе (Башкортостан) и исполняющая в стиле этно-поп.
Получила широкую известность после исполнения второй песни «Homay» из музыкального альбома «Урал батыр», которая стала хитом и набрала миллионные прослушивания на различных площадках. В конце марта 2025 года этот трек вошёл в пятёрку самых популярных треков в Shazam. Альбом «Урал батыр» создан и исполнен на основе башкирских традиционных мотивов и современных электронных аранжировок.

## Название
В названии группы используются башкирские слова в латинской транскрипции «Ay» (баш. Ай) и «Yola» (баш. Йола). Слово «Ay» (баш. Ай) связано с общетюркским «ај» в переводе на русский язык «луна, месяц», имеет несколько значений, в том числе мифологическое — «Высшая сила, Бог, Тенгри», божество, связанное с верхним миром, мужским, редко — женским началом; покровительствует человеку, особенно обездоленным и обиженным; помогает больным, а «Yola» (баш. Йола), восходит к общетюркскому «jula», переводится как «обычай, обряд, традиция, обрядовый». В башкирском эпосе «Урал-батыр» Луна через дочь Айхылу связана и с нижним миром, миром мрака и мёртвых. Лунная мифология восходит к древнейшим этапам мифологии народов мира. Персонаж зафиксирован в мифологии большинства народов мира. Своей главной миссией музыканты называют новое музыкальное прочтение эпоса «Урал-батыр».

По объяснению Рината Рамазанова:
«Ay Yola» на башкирском языке означает «вселенские законы, устав», «свод правил мироздания» — вечные ценности: не убей, не укради, почитай старших, защищай младших.

## Состав группы
Группа состоит из трёх человек:
- Адель Шайхитдинова — вокал, гитара, домбра. Певица, музыкант, автор песен. Дочь Руслана Шайхитдинова. Лауреат гран-при международного конкурса «Вдохновение», в дуэте с отцом участвовала в шоу «Песни» на ТНТ[4][5]. Заслуженный артист Республики Башкортостан[16][17].

- Руслан Шайхитдинов — клавишные, бас-гитара, кыл-кубыз. Музыкант, звукорежиссёр, продюсер. Отец Адель Шайхитдиновой. Ведущий радио-шоу «Electroshock» на радио «Maximum» (Москва). Заслуженный артист Республики Башкортостан[16][17]. Также известен как DJ Ruslan Sever[4][5].

- Ринат Рамазанов — вокал, курай. Музыкант, мультиинструменталист, общественный деятель. Народный артист Республики Башкортостан[16][17], солист и руководитель этно-группы «Аргымак», в 2016—2025 годах председатель Всероссийского курултая башкирской молодёжи[18]. Лауреат государственной республиканской молодёжной премии им. Шайхзады Бабича, лауреат гран-при международного конкурса Nomad Universe (Вселенная кочевников) в Саудовской Аравии[4][19].

## История
Группа Ay Yola основана из представителей двух других музыкальных коллективов. Отец и дочь Шайхитдиновы с 2010 года начали заниматься творчеством в проекте Musume, а Ринат Рамазанов — солист и руководитель этно-группы «Аргымак». Руслан Шайхитдинов и Ринат Рамазанов познакомились в 2024 году во время создания песни «Уфа моя», посвящённой 450-летию основания современной столицы Республики Башкортостан. В последующем песня стала победителем в конкурсе, организованном телекомпанией «Вся Уфа». Знакомство и совместная работа вдохновила музыкантов на создание нового проекта, в котором современное звучание сочетается с этническими мотивами и эпосом «Урал-батыр». Так, в течение 10 месяцев был создан одноимённый с башкирским эпосом музыкальный альбом. В феврале 2025 года вышел первый трек «Batyr». Вторая песня «Homay», которая вышла 14 марта, за неделю набрала миллионные прослушивания. Тексты песен исполняются на башкирском языке, что подчёркивает стремление группы к популяризации родного языка и культуры. «Homay» вошла в топ-10 треков в России, в пятёрку в Узбекистане и Азербайджане, заняла первую позицию в Казахстане. Песня также заинтересовала слушателей из Турции и Европы.
В апреле 2025 года песня Ay Yola Homay опередила в мировом чарте на платформе Shazam вышедший несколько раньше хит Леди Гаги Abracadabra. Трек россиян поднялся на седьмое место в чарте.

## Музыкальный стиль
Музыкальный стиль группы характеризуется монотонным ритмом, напоминающим цокот копыт, и использованием повторяющихся музыкальных фраз. При этом их звучание не лишено изысканности: они применяют неожиданные мелодические переходы и завораживающие вокальные приёмы. Особую атмосферу создаёт глубокий, однообразный бас, вводящий слушателя в медитативное состояние. В качестве примера можно привести композицию «Homay», где органично сочетаются элементы традиционной и современной музыки: электронные танцевальные ритмы переплетаются с звучанием народных инструментов, а женский вокал дополняется вставками мужского горлового пения.

## Творчество
Композиции альбома «Урал-Батыр»:
- Трек «Batyr» (баш. Батыр). Вышел 21 февраля 2025 года (МТС лейбл, продолжительность 2:29 мин)[26].

Песня повествует о связи времён, от древности до современности, от эпохи богатырей-арысланов до наших дней, через которые прошло множество поколений. Напоминает о течении времени, которое уносит эпохи и легенды. Мощность современных машин измеряется богатырскими конями Акбузат. Но неизменным во все времена остаётся одно условие. Народ жив, пока есть батыры, которые любят свою Родину, свой язык, свою веру и готовы защищать их даже ценой своей жизни.
- Трек Homay. Автор текста Диана Кильдина. Вышел 14 марта 2025 года (МТС лейбл, продолжительность 4:04 мин)[28].

В песне поётся о Хумай, ключевом персонаже башкирского эпоса. В начале песни задаётся вопрос о её сущности, корнях и происхождении. Подчёркивается сакральная природа героини: мать — солнце, омывшая Хумай в источнике живой воды, и отец Самрау, воспитавший дочь в доброте.
Далее описывается Хумай как хранительница волшебного коня Акбузат и алмазного меча, а также как знатока пути к источнику живой воды. Подчёркивается её верность традициям, отказ от брака с чужеземцами и то, что она воспитала достойных сыновей. Хумай именуется птицей счастья.
В заключительной части песни проводится параллель между Хумай и современными башкирскими девушками, которых называют «звёздочками Хумай». Утверждается, что путь к источнику живой воды, символизирующему мудрость и духовность народа, заложен в душе каждой из них. В связи с высокой популярностью песни «Homay» в Центральной Азии, музыкальный коллектив выпустил её версию на казахском языке. Композиция получила широкое признание в Казахстане, что обусловлено её культурной значимостью: название песни ассоциируется с мифологическим образом птицы Хумай, символизирующей удачу и благополучие в казахской культуре.
- Работая над альбомом Ural-batyr, 4 апреля 2025 группа записала песню «Ugez» о противостоянии Урал-батыра и быка (так же персонажа башкирского эпоса)[29].

## Отзывы и критика
Продюсер Иосиф Пригожин о том, что треки из России периодически становятся популярными во всём мире:
Значит, есть какие-то сигналы, которые заинтересовывают общество, людей. Есть что-то, что заставляет людей слушать. Сказать, что я вижу в этом что-то особенное, — нет, конечно. Но, там есть что-то, что заставляет людей слушать [песню Homay]. Пока этот успех не требует критики, пока этот успех требует восхищения. Поэтому я восхищаюсь и поздравляю!
Он также пояснил[когда?] феномен мировой популярности песни на башкирском языке, подчеркнув, что подлинная музыка, затрагивающая чувства, преодолевает языковые барьеры. По его мнению, именно способность композиции тронуть слушателя и является ключом к её успеху, хотя подобные явления могут быть и недолговечными.
Журналист и радиоведущий, эксперт Алексей Певчев пояснил[когда?] :
Группа чем-то напоминает Garbage, где за спиной у яркой вокалистки стоят мощные музыканты и саунд-продюсеры. Причём это не штампованный продюсерский поп-проект, а группа, где каждый из участников — полновесная творческая единица. Пока Ay Yola — в чём-то больше экзотика, а станет ли это большим явлением в мировой музыке, сказать трудно. Тем не менее появление Ay Yola и такой успех — явление позитивное.
Анализируя причины успеха трио, обозреватель «Комсомольской правды» Егор Арефьев пишет[когда?] :
Как наглядно показывают десятки сезонов шоу «Голос», артист — это не просто голос. Это целый комплекс элементов — харизма, музыкальный материал, подача, философия, образ. Редко бывает так, что все элементы пазла идеально складываются. В случае с Ay Yola как будто удалось.